# Résultats détaillés des championnats d'Europe d'athlétisme 2002
Résultats détaillés des Championnats d'Europe d'athlétisme 2002 de Munich.
| Courses: 100 m - 200 m - 400 m - 800 m - 1 500 m - 5 000 m - 10 000 m - Marathon Obstacles: 100 m haies - 110 m haies - 400 m haies - 3 000 m steeple Marche: 20 km - 50 km Sauts: Hauteur - Longueur - Triple saut - Perche Lancers: Javelot - Disque - Poids - Marteau Relais: 4 × 100 m - 4 × 400 m Epreuves combinées: Décathlon - Heptathlon Tableau des médailles - Légende - Liens externes |

## 100 m
| Rang | Pays        | Athlète              | Temps        |
| ---- | ----------- | -------------------- | ------------ |
| 1    | Portugal    | Francis Obikwelu     | 10 s 06 (RN) |
| 2    | Royaume-Uni | Darren Campbell      | 10 s 15      |
| 3    | Hongrie     | Roland Nemeth        | 10 s 27      |
| 4    | Finlande    | Markus Poyhonen      | 10 s 31      |
| 5    | France      | Aimé-Issa Nthépé     | 10 s 32      |
| 6    | Grèce       | Aristotelis Gavelas  | 10 s 36      |
|      | Grèce       | Georgios Theodoridis | disq.        |
|      | Royaume-Uni | Dwain Chambers       | disq.        |

| Rang | Pays        | Athlète          | Temps   |
| ---- | ----------- | ---------------- | ------- |
| 1    | Grèce       | Ekateríni Thánou | 11 s 10 |
| 2    | Belgique    | Kim Gevaert      | 11 s 22 |
| 3    | Italie      | Manuela Levorato | 11 s 23 |
| 4    | Espagne     | Glory Alozie     | 11 s 32 |
| 5    | Allemagne   | Melanie Paschke  | 11 s 37 |
| 6    | Royaume-Uni | Abiodun Oyepitan | 11 s 41 |
| 7    | France      | Odiah Sidibé     | 11 s 57 |
| 8    | Slovénie    | Alenka Bikar     | 11 s 63 |

## 200 m
| Rang | Pays        | Athlète             | Temps   |
| ---- | ----------- | ------------------- | ------- |
| 1    | Grèce       | Konstadínos Kedéris | 19 s 85 |
| 2    | Portugal    | Francis Obikwelu    | 20 s 21 |
| 3    | Royaume-Uni | Marlon Devonish     | 20 s 24 |
| 4    | Royaume-Uni | Christian Malcolm   | 20 s 30 |
| 5    | Pologne     | Marcin Jędrusiński  | 20 s 31 |
| 6    | Italie      | Marco Torrieri      | 20 s 68 |
| 7    | Pays-Bas    | Troy Douglas        | 20 s 73 |
| 8    | Pologne     | Marcin Urbas        | DNF     |

| Rang | Pays      | Athlète            | Temps   |
| ---- | --------- | ------------------ | ------- |
| 1    | France    | Muriel Hurtis      | 22 s 43 |
| 2    | Belgique  | Kim Gevaert        | 22 s 53 |
| 3    | Italie    | Manuela Levorato   | 22 s 75 |
| 4    | France    | Sylviane Félix     | 22 s 89 |
| 5    | Allemagne | Gabi Rockmeier     | 23 s 00 |
| 6    | Autriche  | Karin Mayr         | 23 s 06 |
| 7    | Pays-Bas  | Jacqueline Poelman | 23 s 31 |
| 8    | Slovénie  | Alenka Bikar       | 23 s 37 |

## 400 m
| Rang | Pays               | Athlète               | Temps   |
| ---- | ------------------ | --------------------- | ------- |
| 1    | Allemagne          | Ingo Schultz          | 45 s 14 |
| 2    | Espagne            | David Canal           | 45 s 24 |
| 3    | Royaume-Uni        | Daniel Caines         | 45 s 28 |
| 4    | Pologne            | Marek Plawgo          | 45 s 40 |
| 5    | Hongrie            | Zsolt Szeglet         | 45 s 74 |
| 6    | Belgique           | Cédric Van Branteghem | 45 s 95 |
| 7    | République tchèque | Karel Bláha           | 46 s 21 |

| Rang | Pays        | Athlète                  | Temps   |
| ---- | ----------- | ------------------------ | ------- |
| 1    | Russie      | Olesya Zykina            | 50 s 45 |
| 2    | Allemagne   | Grit Breuer              | 50 s 70 |
| 3    | Royaume-Uni | Lee McConnell            | 51 s 02 |
| 4    | Pologne     | Grazyna Prokopek         | 51 s 53 |
| 5    | Russie      | Anastasiya Kapachinskaya | 51 s 69 |
| 6    | Ukraine     | Antonina Yefremova       | 52 s 02 |
| 7    | Biélorussie | Sviatlana Usovich        | 52 s 10 |
| 8    | Allemagne   | Birgit Rockmeier         | 52 s 91 |

## 800 m
| Rang | Pays      | Athlète          | Temps         |
| ---- | --------- | ---------------- | ------------- |
| 1    | Danemark  | Wilson Kipketer  | 1 min 47 s 25 |
| 2    | Suisse    | André Bucher     | 1 min 47 s 43 |
| 3    | Allemagne | Nils Schumann    | 1 min 47 s 60 |
| 4    | Pologne   | Pawel Czapiewski | 1 min 47 s 92 |
| 5    | Pays-Bas  | Arnoud Okken     | 1 min 48 s 39 |
| 6    | Pays-Bas  | Bram Som         | 1 min 48 s 56 |
| 7    | Allemagne | René Herms       | 1 min 48 s 86 |
| 8    | France    | Nicolas Aissat   | 1 min 49 s 16 |

| Rang | Pays               | Athlète           | Temps         |
| ---- | ------------------ | ----------------- | ------------- |
| 1    | Slovénie           | Jolanda Ceplak    | 1 min 57 s 65 |
| 2    | Espagne            | Mayte Martinez    | 1 min 58 s 86 |
| 3    | Royaume-Uni        | Kelly Holmes      | 1 min 59 s 83 |
| 4    | République tchèque | Ludmila Formanova | 2 min 00 s 23 |
| 5    | Allemagne          | Claudia Gesell    | 2 min 00 s 51 |
| 6    | Portugal           | Nédia Semedo      | 2 min 00 s 54 |
| 7    | Allemagne          | Ivonne Teichmann  | 2 min 00 s 87 |
| 8    | Biélorussie        | Natalya Dedkova   | 2 min 04 s 24 |

## 1 500 m
| Rang | Pays        | Athlète             | Temps         |
| ---- | ----------- | ------------------- | ------------- |
| 1    | France      | Mehdi Baala         | 3 min 45 s 25 |
| 2    | Espagne     | Reyes Estévez       | 3 min 45 s 25 |
| 3    | Portugal    | Rui Silva           | 3 min 45 s 43 |
| 4    | France      | Fouad Chouki        | 3 min 45 s 46 |
| 5    | Espagne     | Juan Carlos Higuero | 3 min 45 s 81 |
| 6    | Royaume-Uni | Michael East        | 3 min 46 s 30 |
| 7    | Italie      | Christian Obrist    | 3 min 46 s 57 |
| 8    | Pays-Bas    | Marko Koers         | 3 min 46 s 68 |

| Rang | Pays        | Athlète           | Temps         |
| ---- | ----------- | ----------------- | ------------- |
| 1    | Turquie     | Süreyya Ayhan     | 3 min 58 s 79 |
| 2    | Roumanie    | Gabriela Szabo    | 3 min 58 s 81 |
| 3    | Russie      | Tatyana Tomashova | 4 min 01 s 28 |
| 4    | Hongrie     | Judit Varga       | 4 min 02 s 37 |
| 5    | Bulgarie    | Daniela Yordanova | 4 min 03 s 03 |
| 6    | Espagne     | Natalia Rodríguez | 4 min 06 s 15 |
| 7    | Biélorussie | Alesya Turova     | 4 min 06 s 64 |
| 8    | Espagne     | Nuria Fernandez   | 4 min 07 s 11 |

## 5 000 m
| Rang | Pays     | Athlète            | Temps          |
| ---- | -------- | ------------------ | -------------- |
| 1    | Espagne  | Alberto Garcia     | 13 min 38 s 18 |
| 2    | France   | Ismaïl Sghyr       | 13 min 39 s 81 |
| 3    | Ukraine  | Serhiy Lebid       | 13 min 40 s 00 |
| 4    | Espagne  | Roberto Garcia     | 13 min 40 s 85 |
| 5    | Pays-Bas | Kamiel Maase       | 13 min 41 s 42 |
| 6    | Irlande  | Mark Carroll       | 13 min 42 s 87 |
| 7    | Hongrie  | Balázs Csillag     | 13 min 49 s 03 |
| 8    | Italie   | Salvatore Vincenti | 13 min 50 s 53 |

| Rang | Pays        | Athlète             | Temps          |
| ---- | ----------- | ------------------- | -------------- |
| 1    | Espagne     | Marta Dominguez     | 15 min 14 s 76 |
| 2    | Irlande     | Sonia O'Sullivan    | 15 min 14 s 85 |
| 3    | Russie      | Yelena Zadorozhnaya | 15 min 15 s 22 |
| 4    | Russie      | Olga Yegorova       | 15 min 16 s 65 |
| 5    | Royaume-Uni | Joanne Pavey        | 15 min 18 s 70 |
| 6    | Roumanie    | Mihaela Botezan     | 15 min 19 s 12 |
| 7    | Turquie     | Elvan Abeylegesse   | 15 min 24 s 41 |
| 8    | Norvège     | Gunhild Haugen      | 15 min 30 s 19 |

## 10 000 m
| Rang | Pays        | Athlète              | Temps          |
| ---- | ----------- | -------------------- | -------------- |
| 1    | Espagne     | José Manuel Martínez | 27 min 47 s 65 |
| 2    | Allemagne   | Dieter Baumann       | 27 min 47 s 87 |
| 3    | Espagne     | José Rios            | 27 min 48 s 29 |
| 4    | Italie      | Stefano Baldini      | 27 min 50 s 98 |
| 5    | Royaume-Uni | Karl Keska           | 28 min 01 s 72 |
| 6    | France      | El Hassan Lahssini   | 28 min 05 s 13 |
| 7    | Italie      | Marco Mazza          | 28 min 05 s 94 |
| 8    | Russie      | Dmitriy Maksimov     | 28 min 19 s 20 |

| Rang | Pays        | Athlète                  | Temps               |
| ---- | ----------- | ------------------------ | ------------------- |
| 1    | Royaume-Uni | Paula Radcliffe          | 30 min 01 s 09 (RE) |
| 2    | Irlande     | Sonia O'Sullivan         | 30 min 47 s 59      |
| 3    | Russie      | Lyudmila Biktasheva      | 31 min 04 s 00      |
| 4    | Roumanie    | Mihaela Botezan          | 31 min 13 s 96      |
| 5    | Lettonie    | Jelena Prokopcuka        | 31 min 17 s 72      |
| 6    | Yougoslavie | Olivera Jevtic           | 31 min 47 s 82      |
| 7    | Roumanie    | Constantina Tomescu-Dita | 31 min 53 s 61      |
| 8    | Norvège     | Gunhild Haugen           | 31 min 57 s 02      |

## Marathon
| Rang | Pays     | Athlète              | Temps           |
| ---- | -------- | -------------------- | --------------- |
| 1    | Finlande | Janne Holmén         | 2 h 12 min 14 s |
| 2    | Estonie  | Pavel Loskutov       | 2 h 13 min 18 s |
| 3    | Espagne  | Julio Rey            | 2 h 13 min 21 s |
| 4    | Italie   | Daniele Caimmi       | 2 h 13 min 30 s |
| 5    | Espagne  | Alberto Juzdado      | 2 h 13 min 35 s |
| 6    | Espagne  | Alejandro Gomez      | 2 h 13 min 40 s |
| 7    | Espagne  | Kamal Ziani          | 2 h 13 min 51 s |
| 8    | Norvège  | Karl Johan Rasmussen | 2 h 14 min 00 s |

| Rang | Pays      | Athlète                   | Temps           |
| ---- | --------- | ------------------------- | --------------- |
| 1    | Italie    | Maria Guida               | 2 h 26 min 05 s |
| 2    | Allemagne | Luminita Zaituc           | 2 h 26 min 58 s |
| 3    | Allemagne | Sonja Oberem              | 2 h 28 min 45 s |
| 4    | Estonie   | Jane Salumae              | 2 h 33 min 46 s |
| 5    | Italie    | Rosaria Console           | 2 h 35 min 23 s |
| 6    | Pays-Bas  | Nadezhda Wijenberg        | 2 h 36 min 06 s |
| 7    | Suède     | Marie Lundberg-Söderström | 2 h 36 min 13 s |
| 8    | Allemagne | Ulrike Maisch             | 2 h 36 min 41 s |

## 20 km marche
| Rang | Pays        | Athlète                    | Temps           |
| ---- | ----------- | -------------------------- | --------------- |
| 1    | Espagne     | Francisco Javier Fernández | 1 h 18 min 37 s |
| 2    | Russie      | Vladimir Andreyev          | 1 h 19 min 56 s |
| 3    | Espagne     | Juan Manuel Molina         | 1 h 20 min 36 s |
| 4    | Russie      | Viktor Burayev             | 1 h 20 min 36 s |
| 5    | Biélorussie | Ivan Trotski               | 1 h 20 min 52 s |
| 6    | Biélorussie | Yevgeniy Misyulya          | 1 h 20 min 56 s |
| 7    | Italie      | Alessandro Gandellini      | 1 h 21 min 03 s |
| 8    | Irlande     | Robert Heffernan           | 1 h 21 min 10 s |

| Rang | Pays     | Athlète             | Temps                |
| ---- | -------- | ------------------- | -------------------- |
| 1    | Russie   | Olimpiada Ivanova   | 1 h 26 min 42 s (RC) |
| 2    | Russie   | Yelena Nikolayeva   | 1 h 28 min 20 s      |
| 3    | Italie   | Erica Alfridi       | 1 h 28 min 33 s      |
| 4    | Irlande  | Gillian O'Sullivan  | 1 h 28 min 46 s      |
| 5    | Roumanie | Claudia Stef-Iovan  | 1 h 29 min 57 s      |
| 6    | Italie   | Elisabetta Perrone  | 1 h 30 min 25 s      |
| 7    | Lituanie | Kristina Saltanovič | 1 h 30 min 44 s      |
| 8    | Italie   | Annarita Sidoti     | 1 h 31 min 19 s      |

## 50 km marche
| Rang | Pays        | Athlète             | Temps           |
| ---- | ----------- | ------------------- | --------------- |
| 1    | Pologne     | Robert Korzeniowski | 3 h 36 min 39 s |
| 2    | Russie      | Aleksey Voyevodin   | 3 h 40 min 16 s |
| 3    | Espagne     | Jesus Angel Garcia  | 3 h 44 min 33 s |
| 4    | Russie      | German Skurygin     | 3 h 48 min 58 s |
| 5    | Norvège     | Trond Nymark        | 3 h 50 min 16 s |
| 6    | France      | Denis Langlois      | 3 h 50 min 47 s |
| 7    | Yougoslavie | Aleksander Rakovic  | 3 h 51 min 47 s |
| 8    | Italie      | Francesco Galdenzi  | 3 h 52 min 17 s |

## 110 m haies/100 m haies
| Rang | Pays        | Athlète             | Temps   |
| ---- | ----------- | ------------------- | ------- |
| 1    | Royaume-Uni | Colin Jackson       | 13 s 11 |
| 2    | Lettonie    | Stanislavs Olijars  | 13 s 22 |
| 3    | Pologne     | Artur Kohutek       | 13 s 32 |
| 4    | Allemagne   | Florian Schwarthoff | 13 s 37 |
| 5    | Allemagne   | Mike Fenner         | 13 s 39 |
| 6    | Italie      | Devis Favaro        | 13 s 59 |
| 7    | Suède       | Robert Kronberg     | 13 s 63 |
| 8    | Bulgarie    | Zhivko Videnov      | 13 s 67 |

| Rang | Pays        | Athlète              | Temps   |
| ---- | ----------- | -------------------- | ------- |
| 1    | Espagne     | Glory Alozie         | 12 s 73 |
| 2    | Ukraine     | Olena Krasovska      | 12 s 88 |
| 3    | Bulgarie    | Yana Kasova          | 12 s 91 |
| 4    | France      | Patricia Girard-Léno | 13 s 03 |
| 5    | France      | Haïdy Aron           | 13 s 07 |
| 5    | Royaume-Uni | Diane Allahgreen     | 13 s 07 |
| 7    | Suède       | Susanna Kallur       | 13 s 09 |
| 8    | Bulgarie    | Svetla Dimitrova     | 13 s 75 |

## 400 m haies
| Rang | Pays               | Athlète            | Temps   |
| ---- | ------------------ | ------------------ | ------- |
| 1    | France             | Stéphane Diagana   | 47 s 58 |
| 2    | République tchèque | Jiří Mužík         | 48 s 43 |
| 3    | Pologne            | Paweł Januszewski  | 48 s 46 |
| 4    | Italie             | Fabrizio Mori      | 49 s 05 |
| 5    | Grèce              | Periklis Iakovakis | 49 s 07 |
| 6    | République tchèque | Štěpán Tesařík     | 49 s 41 |
| 7    | Russie             | Ruslan Mashchenko  | 50 s 02 |
| 8    | Royaume-Uni        | Chris Rawlinson    | DNF     |

| Rang | Pays        | Athlète               | Temps   |
| ---- | ----------- | --------------------- | ------- |
| 1    | Roumanie    | Ionela Tirlea         | 54 s 95 |
| 2    | Allemagne   | Heike Meissner        | 55 s 89 |
| 3    | Pologne     | Anna Olichwierczuk    | 56 s 18 |
| 4    | Italie      | Monika Niederstätter  | 56 s 34 |
| 5    | Russie      | Yekaterina Bakhvalova | 56 s 39 |
| 6    | Pologne     | Malgorzata Pskit      | 56 s 78 |
| 7    | Royaume-Uni | Natasha Danvers       | 56 s 93 |
| 8    | Royaume-Uni | Sinead Dudgeon        | 59 s 39 |

## 3 000 m steeple
| Rang | Pays     | Athlète            | Temps         |
| ---- | -------- | ------------------ | ------------- |
| 1    | Espagne  | Antonio Jimenez    | 8 min 24 s 34 |
| 2    | Pays-Bas | Simon Vroemen      | 8 min 24 s 45 |
| 3    | Espagne  | Luis Miguel Martin | 8 min 24 s 72 |
| 4    | France   | Bouabdellah Tahri  | 8 min 26 s 86 |
| 5    | Espagne  | Eliseo Martin      | 8 min 28 s 63 |
| 6    | Ukraine  | Vadim Slobodenyuk  | 8 min 30 s 16 |
| 7    | Autriche | Martin Proll       | 8 min 33 s 24 |
| 8    | Pologne  | Rafal Wojcik       | 8 min 35 s 41 |

## 4 × 100 m
| Rang | Pays        | Athlète                                                                  | Temps                 |
| ---- | ----------- | ------------------------------------------------------------------------ | --------------------- |
| 1    | Ukraine     | Konstyantyn Vasyukov Kostyantyn Rurak Anatoliy Dovhal Oleksandr Kaydash  | 38 s 53               |
| 2    | Pologne     | Ryszard Pilarczyk Łukasz Chyła Marcin Nowak Marcin Urbas                 | 38 s 71               |
| 3    | Allemagne   | Ronny Ostwald Marc Blume Alexander Kosenkow Christian Schacht            | 38 s 88               |
| 4    | France      | David Patros Aimé-Issa Nthépé Jérôme Éyana Ronald Pognon                 | 38 s 97               |
| 5    | Espagne     | Cecilio Maestra Angel David Rodríguez Orkatz Beitia Carlos Berlanga      | 39 s 07               |
| 6    | Russie      | Aleksandr Smirnov Sergey Blinov Aleksandr Ryabov Sergey Bychkov          | 39 s 12               |
| -    | Italie      | Francesco Scuderi Alessandro Cavallaro Maurizio Checcucci Marco Torrieri | DNF                   |
| -    | Royaume-Uni | Christian Malcolm Darren Campbell Marlon Devonish Dwayne Chambers        | Disqualifié (en 2004) |

| Rang | Pays        | Athlète                                                                           | Temps   |
| ---- | ----------- | --------------------------------------------------------------------------------- | ------- |
| 1    | France      | Delphine Combe Muriel Hurtis Sylviane Félix Odiah Sidibé                          | 42 s 46 |
| 2    | Allemagne   | Melanie Paschke Gabi Rockmeier Sina Schielke Marion Wagner                        | 42 s 54 |
| 3    | Russie      | Natalya Ignatova Yuliya Tabakova Irina Khabarova Larisa Kruglova                  | 43 s 11 |
| 4    | Belgique    | Katleen De Caluwé Nancy Callaerts Élodie Ouédraogo Kim Gevaert                    | 43 s 22 |
| 5    | Ukraine     | Iryna Kozhemyakina Anzhela Kravchenko Olena Pastushenko Tetyana Tkalich           | 43 s 38 |
| 6    | Italie      | Daniela Graglia Vincenza Calì Manuela Grillo Manuela Levorato                     | 43 s 46 |
| 7    | Pologne     | Beata Szkudlarz Daria Onyśko Agnieszka Rysiukiewicz Dorota Dydo                   | 43 s 96 |
| 8    | Biélorussie | Yuliya Bartsevich Nataliya Abramenko Alena Neumiarzhitskaya Natallia Safronnikava | 44 s 34 |

Le relais britannique qui avait remporté la course en 38 s 19 et composé de Christian Malcolm, Darren Campbell, Marlon Devonish et Dwain Chambers a été disqualifié à la suite de l'implication de Dwain Chambers dans l'affaire Balco.

## 4 × 400 m
| Rang | Pays               | Athlète                                                                      | Temps         |
| ---- | ------------------ | ---------------------------------------------------------------------------- | ------------- |
| 1    | Royaume-Uni        | Jared Deacon Matt Elias Jamie Baulch Daniel Caines                           | 3 min 01 s 25 |
| 2    | Russie             | Oleg Mishukov Andreï Semionov Ruslan Mashchenko Yuriy Borzakovskiy           | 3 min 01 s 34 |
| 3    | France             | Leslie Djohne Ahmed Douhou Naman Keita Ibrahima Wade                         | 3 min 02 s 76 |
| 4    | République tchèque | Štěpán Tesařík Radek Zachoval Jiří Mužík Karel Bláha                         | 3 min 03 s 82 |
| 5    | Irlande            | Robert Daly Paul McKee Antoine Burke David McCarthy                          | 3 min 04 s 13 |
| 6    | Grèce              | Stilianos Dimotsios Anastasios Gousis Georgios Ikonomidis Periklis Iakovakis | 3 min 04 s 26 |
| 7    | Allemagne          | Ingo Schultz Jens Dautzenberg Lars Figura Bastian Swillims                   | 3 min 08 s 56 |
| 8    | Pologne            | Marcin Marciniszyn Marek Plawgo Piotr Rysiukiewicz Robert Maćkowiak          | disq.         |

| Rang | Pays        | Athlète                                                                 | Temps         |
| ---- | ----------- | ----------------------------------------------------------------------- | ------------- |
| 1    | Allemagne   | Florence Ekpo-Umoh Birgit Rockmeier Claudia Marx Grit Breuer            | 3 min 25 s 10 |
| 2    | Russie      | Natalya Antyukh Natalya Nazarova Anastasiya Kapachinskaya Olesya Zykina | 3 min 25 s 59 |
| 3    | Pologne     | Zuzanna Radecka Grazyna Prokopek Malgorzata Pskit Anna Olichwierczuk    | 3 min 26 s 15 |
| 4    | Royaume-Uni | Helen Karagounis Helen Frost Melanie Purkiss Lee McConnell              | 3 min 26 s 65 |
| 5    | France      | Solen Désert Peggy Babin Sylvanie Morandais Marie-Louise Bévis          | 3 min 31 s 71 |
| 6    | Biélorussie | Yekatarina Stankevich Iryna Khliustava Anna Kozak Sviatlana Usovich     | 3 min 32 s 46 |
| 7    | Suède       | Beatrice Dahlgren Lena Udd Ellinor Stuhrmann Nadja Petersen             | 3 min 32 s 65 |
| 8    | Grèce       | Dimitra Dova Hariklia Bouda Maria Papadopoulou Hrisoula Goudenoudi      | 3 min 37 s 38 |

## Saut en hauteur
| Rang | Pays               | Athlète            | Hauteur |
| ---- | ------------------ | ------------------ | ------- |
| 1    | Russie             | Yaroslav Rybakov   | 2,31 m  |
| 2    | Suède              | Stefan Holm        | 2,29 m  |
| 3    | Suède              | Staffan Strand     | 2,27 m  |
| 4    | Italie             | Alessandro Talotti | 2,27 m  |
| 5    | République tchèque | Tomas Janku        | 2,25 m  |
| 6    | République tchèque | Svatoslav Ton      | 2,25 m  |
| 7    | Allemagne          | Martin Buß         | 2,25 m  |
| 8    | République tchèque | Jan Janku          | 2,22 m  |

| Rang | Pays        | Athlète          | Hauteur |
| ---- | ----------- | ---------------- | ------- |
| 1    | Suède       | Kajsa Bergqvist  | 1,98 m  |
| 2    | Russie      | Marina Kuptsova  | 1,92 m  |
| 3    | Russie      | Olga Kaliturina  | 1,89 m  |
| 4    | Roumanie    | Oana Pantelimon  | 1,89 m  |
| 5    | Croatie     | Blanka Vlašić    | 1,89 m  |
| 6    | Pologne     | Anna Ksok        | 1,89 m  |
| 7    | Royaume-Uni | Susan Jones      | 1,89 m  |
| 7    | Allemagne   | Kathryn Holinski | 1,89 m  |

## Saut en longueur
| Rang | Pays        | Athlète             | Distance |
| ---- | ----------- | ------------------- | -------- |
| 1    | Ukraine     | Oleksiy Lukashevych | 8,08 m   |
| 2    | Croatie     | Sinisa Ergotic      | 8,00 m   |
| 3    | Espagne     | Yago Lamela         | 7,99 m   |
| 4    | Ukraine     | Roman Shchurenko    | 7,96 m   |
| 5    | Russie      | Danil Burkenya      | 7,90 m   |
| 6    | Royaume-Uni | Chris Tomlinson     | 7,78 m   |
| 7    | France      | Salim Sdiri         | 7,78 m   |
| 8    | Russie      | Vladimir Malyavin   | 7,73 m   |

| Rang | Pays        | Athlète             | Distance |
| ---- | ----------- | ------------------- | -------- |
| 1    | Russie      | Tatyana Kotova      | 6,85 m   |
| 2    | Royaume-Uni | Jade Johnson        | 6,73 m   |
| 3    | Hongrie     | Tünde Vaszi         | 6,73 m   |
| 4    | Espagne     | Concepcion Montaner | 6,67 m   |
| 5    | Allemagne   | Heike Drechsler     | 6,64 m   |
| 6    | Grèce       | Styliani Pilatou    | 6,58 m   |
| 7    | Russie      | Olga Rublyova       | 6,58 m   |
| 8    | Allemagne   | Sofia Schulte       | 6,43 m   |

## Saut à la perche
| Rang | Pays               | Athlète             | Hauteur |
| ---- | ------------------ | ------------------- | ------- |
| 1    | Israël             | Aleksandr Averbukh  | 5,85 m  |
| 2    | Allemagne          | Lars Borgeling      | 5,80 m  |
| 3    | Allemagne          | Tim Lobinger        | 5,80 m  |
| 4    | Suède              | Patrik Kristiansson | 5,80 m  |
| 5    | République tchèque | Stepan Janacek      | 5,75 m  |
| 6    | République tchèque | Adam Ptacek         | 5,70 m  |
| 6    | Ukraine            | Denys Yurchenko     | 5,70 m  |
| 8    | Russie             | Vasiliy Gorshkov    | 5,70 m  |

| Rang | Pays      | Athlète            | Hauteur |
| ---- | --------- | ------------------ | ------- |
| 1    | Russie    | Svetlana Feofanova | 4,60 m  |
| 2    | Russie    | Yelena Isinbayeva  | 4,55 m  |
| 3    | Allemagne | Yvonne Buschbaum   | 4,50 m  |
| 4    | Russie    | Yelena Belyakova   | 4,50 m  |
| 5    | Allemagne | Annika Becker      | 4,50 m  |
| 6    | Pays-Bas  | Monique de Wilt    | 4,40 m  |
| 7    | Hongrie   | Krisztina Molnar   | 4,30 m  |
| 7    | Pologne   | Anna Rogowska      | 4,30 m  |

## Triple saut
| Rang | Pays        | Athlète               | Distance |
| ---- | ----------- | --------------------- | -------- |
| 1    | Suède       | Christian Olsson      | 17,53 m  |
| 2    | Allemagne   | Charles Friedek       | 17,33 m  |
| 3    | Royaume-Uni | Jonathan Edwards      | 17,32 m  |
| 4    | Italie      | Fabrizio Donato       | 17,15 m  |
| 5    | Royaume-Uni | Phillips Idowu        | 16,92 m  |
| 6    | Biélorussie | Aleksandr Glavatskiy  | 16,86 m  |
| 7    | France      | Julien Kapek          | 16,66 m  |
| 8    | Grèce       | Konstadinos Zalagitis | 16,62 m  |

| Rang | Pays        | Athlète            | Distance |
| ---- | ----------- | ------------------ | -------- |
| 1    | Royaume-Uni | Ashia Hansen       | 15,00 m  |
| 2    | Finlande    | Heli Koivula       | 14,83 m  |
| 3    | Russie      | Yelena Oleynikova  | 14,54 m  |
| 4    | Roumanie    | Mihaela Gindila    | 14,43 m  |
| 5    | Roumanie    | Cristina Nicolau   | 14,39 m  |
| 6    | Italie      | Magdelin Martinez  | 14,27 m  |
| 7    | Grèce       | Chrysopiyí Devetzí | 14,15 m  |
| 8    | Russie      | Anna Pyatykh       | 14,08 m  |

## Lancer du javelot
| Rang | Pays        | Athlète          | Distance |
| ---- | ----------- | ---------------- | -------- |
| 1    | Royaume-Uni | Steve Backley    | 88,54 m  |
| 2    | Russie      | Sergey Makarov   | 88,05 m  |
| 3    | Allemagne   | Boris Henry      | 85,33 m  |
| 4    | Lettonie    | Eriks Rags       | 84,07 m  |
| 5    | Allemagne   | Raymond Hecht    | 83,95 m  |
| 6    | Russie      | Aleksandr Ivanov | 82,66 m  |
| 7    | Pologne     | Dariusz Trafas   | 80,37 m  |
| 8    | Finlande    | Aki Parviainen   | 78,92 m  |

| Rang | Pays      | Athlète              | Distance     |
| ---- | --------- | -------------------- | ------------ |
| 1    | Grèce     | Mirela Manjani       | 67,47 m (RC) |
| 2    | Allemagne | Steffi Nerius        | 64,09 m      |
| 3    | Finlande  | Mikaela Ingberg      | 63,50 m      |
| 4    | Russie    | Tatyana Shikolenko   | 63,24 m      |
| 5    | Grèce     | Angeliki Tsiolakoudi | 63,14 m      |
| 6    | Italie    | Elisabetta Marin     | 60,12 m      |
| 7    | Finlande  | Taina Kolkkala       | 59,81 m      |
| 8    | Hongrie   | Nikolett Szabo       | 59,28 m      |

## Lancer du disque
| Rang | Pays        | Athlète            | Distance     |
| ---- | ----------- | ------------------ | ------------ |
| 1    | Hongrie     | Robert Fazekas     | 68,83 m (RC) |
| 2    | Lituanie    | Virgilijus Alekna  | 66,62 m      |
| 3    | Allemagne   | Michael Möllenbeck | 66,37 m      |
| 4    | Espagne     | Mario Pestano      | 64,69 m      |
| 5    | Estonie     | Aleksander Tammert | 64,55 m      |
| 6    | Russie      | Dmitri Chevtchenko | 63,97 m      |
| 7    | Hongrie     | Zoltán Kővágó      | 63,63 m      |
| 8    | Biélorussie | Leonid Cherevko    | 61,72 m      |

| Rang | Pays               | Athlète             | Distance |
| ---- | ------------------ | ------------------- | -------- |
| 1    | Grèce              | Ekateríni Vóngoli   | 64,31 m  |
| 2    | Russie             | Natalya Sadova      | 64,12 m  |
| 3    | Grèce              | Anastasia Kelesidou | 63,92 m  |
| 4    | République tchèque | Vera Pospisilova    | 62,31 m  |
| 5    | Pologne            | Marzena Wysocka     | 62,20 m  |
| 6    | Grèce              | Areti Abatzi        | 61,49 m  |
| 7    | Portugal           | Teresa Machado      | 60,41 m  |
| 8    | République tchèque | Vladimira Rackova   | 59,28 m  |

## Lancer du poids
| Rang | Pays      | Athlète         | Distance |
| ---- | --------- | --------------- | -------- |
| 1    | Ukraine   | Yuriy Bilonoh   | 21,37 m  |
| 2    | Danemark  | Joachim Olsen   | 21,16 m  |
| 3    | Allemagne | Ralf Bartels    | 20,58 m  |
| 4    | Finlande  | Arsi Harju      | 20,47 m  |
| 5    | Espagne   | Manuel Martinez | 20,45 m  |
| 6    | Finlande  | Ville Tiisanoja | 20,20 m  |
| 7    | Roumanie  | Gheorghe Guset  | 20,05 m  |
| 8    | Pays-Bas  | Rutger Smith    | 19,73 m  |

| Rang | Pays        | Athlète             | Distance |
| ---- | ----------- | ------------------- | -------- |
| 1    | Russie      | Irina Korzhanenko   | 20,64 m  |
| 2    | Ukraine     | Vita Pavlysh        | 20,02 m  |
| 3    | Russie      | Svetlana Krivelyova | 19,56 m  |
| 4    | Allemagne   | Astrid Kumbernuss   | 19,22 m  |
| 5    | Biélorussie | Nadezhda Ostapchuk  | 19,07 m  |
| 6    | Allemagne   | Nadine Kleinert     | 18,68 m  |
| 7    | Pologne     | Krystyna Zabawska   | 18,63 m  |
| 8    | Italie      | Assunta Legnante    | 18,23 m  |

## Lancer du marteau
| Rang | Pays      | Athlète                  | Distance |
| ---- | --------- | ------------------------ | -------- |
| 1    | Hongrie   | Adrian Annus             | 81,17 m  |
| 2    | Ukraine   | Vladislav Piskunov       | 80,39 m  |
| 3    | Grèce     | Alexandros Papadimitriou | 80,21 m  |
| 4    | Hongrie   | Balázs Kiss              | 80,17 m  |
| 5    | Ukraine   | Andriy Skvaruk           | 80,15 m  |
| 6    | Hongrie   | Tibor Gécsek             | 79,25 m  |
| 7    | Slovaquie | Libor Charfreitag        | 79,20 m  |
| 8    | Finlande  | Olli-Pekka Karjalainen   | 78,57 m  |

| Rang | Pays     | Athlète                | Distance     |
| ---- | -------- | ---------------------- | ------------ |
| 1    | Russie   | Olga Kuzenkova         | 72,94 m (RC) |
| 2    | Pologne  | Kamila Skolimowska     | 72,46 m      |
| 3    | France   | Manuela Montebrun      | 72,04 m      |
| 4    | France   | Florence Ezeh          | 68,03 m      |
| 5    | Finlande | Sini Poyry             | 67,47 m      |
| 6    | Italie   | Ester Balassini        | 67,27 m      |
| 7    | Grèce    | Alexandra Papayiorgiou | 66,49 m      |
| 8    | Italie   | Clarissa Claretti      | 66,25 m      |

## Décathlon/Heptathlon
| Rang | Pays               | Athlète             | Points    |
| ---- | ------------------ | ------------------- | --------- |
| 1    | République tchèque | Roman Šebrle        | 8 800 pts |
| 2    | Estonie            | Erki Nool           | 8 438 pts |
| 3    | Russie             | Lev Lobodin         | 8 390 pts |
| 4    | Islande            | Jón Arnar Magnússon | 8 238 pts |
| 5    | Finlande           | Jaakko Ojaniemi     | 8 192 pts |
| 6    | Allemagne          | Mike Maczey         | 8 158 pts |
| 7    | France             | Laurent Hernu       | 8 051 pts |
| 8    | Russie             | Aleksandr Pogorelov | 8 016 pts |

| Rang | Pays               | Athlète            | Points    |
| ---- | ------------------ | ------------------ | --------- |
| 1    | Suède              | Carolina Kluft     | 6 542 pts |
| 2    | Allemagne          | Sabine Braun       | 6 434 pts |
| 3    | Biélorussie        | Natalya Sazanovich | 6 341 pts |
| 4    | Lituanie           | Austra Skujytė     | 6 275 pts |
| 5    | Russie             | Svetlana Sokolova  | 6 150 pts |
| 6    | Allemagne          | Kathleen Gutjahr   | 6 106 pts |
| 7    | République tchèque | Michaela Hejnova   | 6 032 pts |
| 8    | Lettonie           | Liga Klavina       | 5 996 pts |

## Disqualifications
En raison de la disqualification tardive du Britannique Dwain Chambers pour les résultats obtenus par lui en 2002 et 2003, également ceux obtenus en Coupe d’Europe et Coupe du monde 2002, l’EAA a rectifié les résultats du 100 m et du 4x100 m en 2004 seulement :
Championnats d’Europe : Munich, 6-11 août 2002
- 100 m :
  - 1. Francis Obikwelu  Portugal	10 s 06
  - 2. Darren Campbell  Royaume-Uni	10 s 15
  - 3. Roland Németh Hongrie	10 s 27
  - 4. Pöyhönen  Finlande		10 s 31
  - 5. Nthépé  France		10 s 32
  - 6. Pláton Gavélas  Grèce		10 s 36
  - dq Theodorikis  Grèce
  - dq Chambers  Royaume-Uni
- 4 × 100 m :
  - 1.  Ukraine	38 s 53
  - 2.  Pologne		38 s 71
  - 3.  Allemagne		38 s 88
  - 4.  France		38 s 97
  - 5.  Espagne		39 s 07
  - 6.  Russie		39 s 12
  - -  Italie		DNF
  - dq	 Royaume-Uni

## Légende
- RE : Record d'Europe
- RC : Record des championnats
- RN : Record National
- disq. : disqualification
- DNF : abandon (did not finish)